# Ricardo Cavaliere
Ricardo Stavola Cavaliere (Niterói, 25 de junho de 1953) é um filólogo e linguista brasileiro, membro da Academia Brasileira de Letras.

## Biografia
É graduado e licenciado no curso de Letras (português/inglês) em 1975 e graduado em Direito em 1996, ambos os cursos realizados na Universidade Federal do Rio de Janeiro. Obteve o título de mestre em Língua Portuguesa e de doutor em Língua Portuguesa-Letras Vernáculas, este em 1997, pela mesma universidade. Cumpriu estágio de pós-doutorado em História da Gramática na Universidade do Estado do Rio de Janeiro.Tem experiência na área de Letras e Linguística, com ênfase na descrição do português e na historiografia dos estudos linguísticos.
Atualmente é professor aposentado da Universidade Federal Fluminense, onde atua no Programa de Pós-Graduação em Estudos de Linguagem. Também é membro da Academia Brasileira de Filologia e possui experiência como conselheiro no Real Gabinete Português de Leitura, onde possui o título de Grande Benemérito. É, ainda, conselheiro do Liceu Literário Português. Possui, também, a cidadania italiana.
Em 27 de abril de 2023, foi eleito para a Academia Brasileira de Letras, para a cadeira 8, com 35 votos.